# Henry Loch
Henry Brougham Loch (ur. 23 maja 1827 w Edynburgu, zm. 20 czerwca 1900 w Londynie) – brytyjski żołnierz, dyplomata i administrator kolonialny. W latach 1863–1882 gubernator porucznik Wyspy Man, następnie w latach 1884-1889 gubernator Wiktorii, zaś w latach 1889-1895 gubernator Kolonii Przylądkowej. Par dziedziczny jako 1. baron Loch (lord Loch).

## Życiorys

### Kariera wojskowa i dyplomatyczna
Był z pochodzenia Szkotem, jego ojcem był szkocki poseł do Izby Gmin James Loch. Jako młodzieniec najpierw zaciągnął się do Royal Navy, lecz po dwuletniej służbie zasadniczej przeniósł się stamtąd do sił wojskowych Brytyjskiej Kompanii Wschodnioindyjskiej. Brał udział w I wojnie Brytyjczyków z Sikhami, gdzie znalazł się w sztabie marszałka Hugh Gougha. Po wybuchu wojny krymskiej Loch opuścił Kompanię i przybył do Europy, gdzie zorganizował ochotnicze oddziały bułgarskich kawalerzystów, walczące u boku Brytyjczyków, a następnie dowodził nimi.
W 1857 znalazł się w składzie brytyjskiej misji na Daleki Wschód, kierowanej przez lorda Elgina. Był świadkiem zajmowania Kantonu w czasie II wojny opiumowej, brał też udział w negocjowaniu brytyjsko-japońskiego traktatu o przyjaźni i handlu z 1858 roku, znanego też jako traktat z Edo. W 1860 ponownie wyjechał do Chin u boku lorda Elgina i był jednym z dwóch głównych brytyjskich negocjatorów kapitulacji fortów Dagu (drugim był Henry Smith Parkes). Zaraz po zawarciu porozumienia w sprawie kapitulacji delegacja brytyjska została wzięta do niewoli przez siły lojalne wobec cesarza Xianfenga. W czasie trzytygodniowego uwięzienia Brytyjczycy byli przetrzymywani w skrajnie złych warunkach i torturowani. Z całej grupy tylko Parkes i Loch, ze względu na swoją wysoką rangę traktowani nieco lepiej od innych, choć wciąż bardzo źle, zdołali ujść z życiem i ostatecznie zostali zwolnieni. Wydarzenia te pozostawiły jednak trwały uszczerbek za zdrowiu Locha.

### Administrator kolonialny
W latach 1863–1882 przebywał na Wyspie Man, gdzie pełnił urząd gubernatora porucznika. Choć wyspa nigdy nie była formalnie kolonią, to w dziewiętnastowiecznej praktyce obowiązki jej gubernatora porucznika i gubernatorów kolonii były stosunkowo zbliżone. W 1884 został mianowany gubernatorem Wiktorii, co było już wówczas stanowiskiem bez poważniejszego znaczenia politycznego, bowiem realną władzę w kolonii sprawował jej rząd autonomiczny z premierem na czele. W 1889 został przeniesiony na urząd gubernatora Kolonii Przylądkowej i zarazem brytyjskiego wysokiego komisarza Afryki Południowej.

### Późniejsze życie
Po powrocie do kraju został kreowany parem dziedzicznym jako 1. baron Loch. W Izbie Lordów zdecydował się zasiąść w ławach Liberalnych Unionistów, niewielkiej partii, która powstała w wyniku rozłamu w Partii Liberalnej i tworzyła wówczas koalicję rządową z konserwatystami. Jako parlamentarzysta był szczególnie aktywny w kwestiach dotyczących kolonii. Zmarł w Londynie w czerwcu 1900 w wieku 73 lat, tytuł lordowski odziedziczył po nim jego starszy syn Edward, zawodowy żołnierz i późniejszy generał.

## Odznaczenia
Około 1860 Loch otrzymał Order Łaźni najniższej klasy Kawaler. W 1880 został awansowany do klasy Rycerza Komandora, co pozwoliło mu dopisywać przed nazwiskiem tytuł Sir. W 1887 otrzymał Order św. Michała i św. Jerzego najwyższej klasy Rycerz Wielkiego Krzyża, zaś w 1892 został awansowany do najwyższej klasy, Rycerza Wielkiego Krzyża, Orderu Łaźni.